# Josephte Dufresne
Pour les articles homonymes, voir Dufresne.
Josephte Dufresne (1929-1995) était une pianiste émérite québécoise, professeure et directrice de Conservatoire.

## Biographie
Josephte Dufresne est née le 9 janvier 1929 à Trois-Rivières (Québec). Adoptée par une famille des milieux populaires, elle étudia d'abord le piano à Trois-Rivières notamment au Collège Marie-de-l'Incarnation fondé par les missionnaires ursulines de Trois-Rivières. Douée, elle poursuivit ses études au Conservatoire de musique du Québec à Montréal avec Jean-Marie Beaudet et, grâce au Prix d'Europe (1951), à Paris avec Yves Nat. En 1955, après être retournée au Québec, elle commença à se produire comme concertiste et à enseigner. Josephte Dufresne s'est attachée particulièrement à promouvoir la musique québécoise et canadienne, encore relativement peu diffusée à l'époque. Elle créa la Pièce concertante numéro 1 de Jean Papineau-Couture (qui lui est dédiée) et, à l'automne 1967, présenta pour Radio-Canada, 13 récitals consacrés aux oeuvres de quelque 60 compositeurs canadiens. Elle travailla aussi à la rédaction d'un ouvrage sur la musique canadienne.
Josephte Dufresne a fait des tournées de concert en France (notamment Paris), aux États-Unis (notamment dans l'État de New York) et partout au Québec. Elle accompagna aussi plusieurs chanteurs, ballets et productions d'opéra pour la télévision (Société Radio-Canada). Nommée professeure au Conservatoire de Hull (Gatineau) en 1967, elle y a occupé le poste de directrice entre 1980 et 1984. En 1987, elle donne ses derniers cours au Conservatoire de Trois-Rivières. Elle a formé de nombreux musiciens québécois dont Martin Ferron. Elle meurt le 7 février 1995 à l'âge de 66 ans à Saint-Hyacinthe (Québec)

## Discographie
- Letondal, Champagne, G.-É. Tanguay, Lavallée, Contant, Renaud, Garant, Gagnon, Hétu: 1969; RCI 252, (Champagne) 4-ACM 30, (Hétu) 4-ACM 31 (CD).
- Matton Concerto for two pianos and percussion, Danse brésilienne for two pianos: J. Landry p, L. Charbonneau et Lachapelle perc; 1955; RCI 145 et 5-ACM 29.
- Papineau-Couture, Prévost, Mercure, Vallerand, Élie: Myette v, Millet fl; Allied ARCLP-4.
- Pépin, Morel, Mathieu, Tremblay, Garant, Papineau-Couture, Matton: 1955; RCI 135, (Pépin) 4-ACM 5, (Garant) 4-ACM 2, (Matton) 5-ACM 29.

## Notices et références
1. 1 2 3 4  « Dufresne, Josephte | l'Encyclopédie Canadienne », sur www.thecanadianencyclopedia.ca (consulté le 30 octobre 2023)
2. ↑  « Anciens lauréats », sur Le Prix d'Europe (consulté le 30 octobre 2023)
3. ↑  « Conservatoire de musique du Québec | l'Encyclopédie Canadienne », sur www.thecanadianencyclopedia.ca (consulté le 30 octobre 2023)
4. ↑  « Bio Martin Ferron », sur MARTIN FERRON, 20 janvier 2016 (consulté le 30 octobre 2023)